# Кведа-Эцери
Кведа-Эцери (груз. ქვედა ეწერი) — село в Грузии, на территории Самтредского муниципалитета края (мхаре) Имеретия.

## География
Село находится в западной части Грузии, к югу от реки Риони, на расстоянии приблизительно 8 километров (по прямой) к юго-востоку от города Самтредиа, административного центра муниципалитета. Абсолютная высота — 105 метров над уровнем моря.

## Население
По результатам официальной переписи населения 2014 года, в Кведа-Эцери проживал 121 человек (60 мужчин и 61 женщина). В национальной структуре населения грузины составляли 98,3 %, русские — 1,7 %.
| Год  | Население, человек |
| ---- | ------------------ |
| 2002 | 237                |
| 2014 | ↘ 121              |